# Breakdance under sommer-OL 2024
Breakdance under Sommer-OL 2024 bliver afviklet over to konkurrencer med i alt deltagelse af 32 dansere, fordelt på 16 dansere for herrer og 16 dansere for damer i disciplinerne B-Boys og B-Girls.

## Turneringsformat
De 16 dansere i hver konkurrence mødes efter cup-systemet, hvor der startes med ottendedelsfinalerne og fortsættes indtil man når finalen. Dette medfører, at et enkelt nederlag betyder, at man er ude af konkurrencen. 

## Tidsplan
| Dato →  | Lør 27 | Søn 28 | Man 29 | Tir 30 | Ons 31 | Tor 1 | Fre 2 | Lør 3 | Søn 4 | Man 5 | Tir 6 | Ons 7 | Tor 8 | Fre 9 | Lør 10 | Søn 11 |
| ------- | ------ | ------ | ------ | ------ | ------ | ----- | ----- | ----- | ----- | ----- | ----- | ----- | ----- | ----- | ------ | ------ |
| B-Boys  |        |        |        |        |        |       |       |       |       |       |       |       |       |       | F      |        |
| B-Girls |        |        |        |        |        |       |       |       |       |       |       |       |       | F     |        |        |

## Medaljer

### Medaljetabel
*   Værtsnation ( Frankrig)
| Rank           | NOC            | Guld | Sølv | Bronze | Total |
| -------------- | -------------- | ---- | ---- | ------ | ----- |
| 1              | Japan          | 1    | 0    | 0      | 1     |
| 1              | Canada         | 1    | 0    | 0      | 1     |
| 3              | Frankrig*      | 0    | 1    | 0      | 1     |
| 3              | Litauen        | 0    | 1    | 0      | 1     |
| 5              | Kina           | 0    | 0    | 1      | 1     |
| 5              | USA            | 0    | 0    | 1      | 1     |
| Total (6 NOCs) | Total (6 NOCs) | 2    | 2    | 2      | 6     |

### Medaljevindere
| Event   | Guld                              | Sølv                               | Bronze                         |
| ------- | --------------------------------- | ---------------------------------- | ------------------------------ |
| B-Boys  | Philip Kim · Phil Wizard · Canada | Danis Civil · Dany Dann · Frankrig | Victor Montalvo · Victor · USA |
| B-Girls | Ami Yuasa · Ami · Japan           | Dominika Banevič · Nicka · Litauen | Liu Qingyi · 671 · Kina        |